# Fragment d'évangiles de Durham
Ne doit pas être confondu avec Évangéliaire de Durham.
Le fragment des évangiles de Durham est le vestige d'un manuscrit enluminé contenant les évangiles réalisé en Irlande ou en Northumbrie au milieu du VIIe siècle. Il est actuellement conservé à la bibliothèque de la cathédrale de Durham en 3 volumes distincts (A.II.10 ; C.III.13 et C.III.20). Il s'agit parmi les plus anciennes enluminures de style insulaires encore conservées.

## Historique
Les spécialistes s'accordent pour y voir un manuscrit du milieu du VIIe siècle, ses décorations se rapprochant d'un manuscrit plus ancien encore, le Cathach de saint Colomba, mais en couleur, son écriture le situant après ce manuscrit mais avant le livre de Durrow,. Son lieu de fabrication reste inconnu, il pourrait s'agir de la Northumbrie, mais probablement par un copiste irlandais ou entrainé dans la tradition irlandaise. A moins qu'il ne provienne de Iona en Écosse, avant son déplacement vers la Northumbrie. Il aurait pu s'agir d'un manuscrit complet du Nouveau Testament, comme le Livre d'Armagh. 
On ne sait pas quand le manuscrit a été démembré. La partie A.II.10 a été reliée avec un manuscrit des Commentaires sur les psaumes de Pierre Lombard daté, lui, du troisième quart du XIIIe siècle. Ce volume est recensé dans le catalogue de la bibliothèque de la Cathédrale de Durham en 1391. Il y est toujours conservé plus de 600 ans plus tard. 

## Description

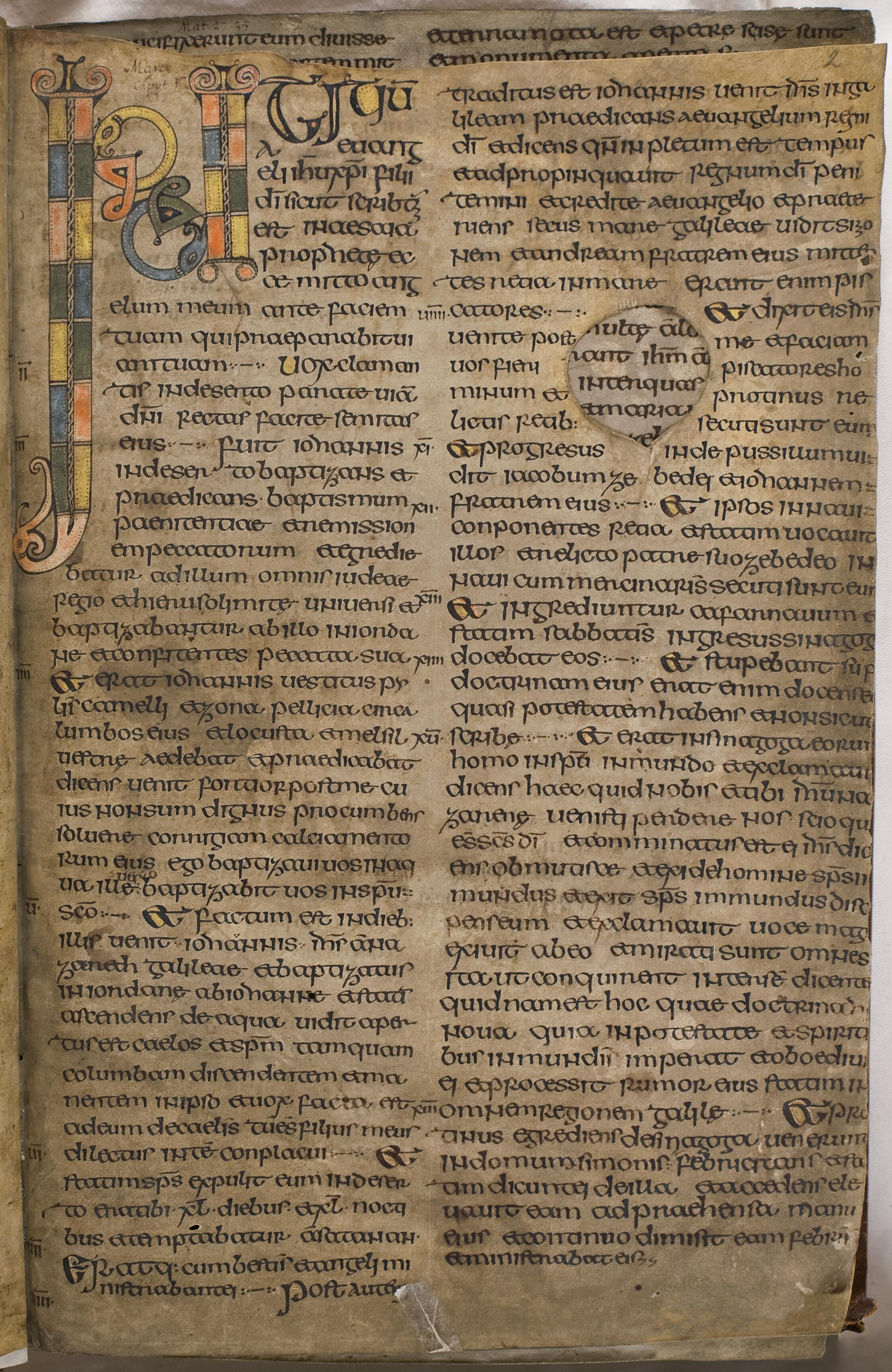
Le Folio 2 recto du A.II.10.

### Texte
Seulement 12 folios de ces évangiles sont encore conservés. Ils sont séparés en 3 parties reliées dans le désordre :
- Volume A.II.10 : 6 folios (f.2-5 et f.338-339) contenant l'évangile de Matthieu 27.35 - 28.20 et l'évangile de Marc 1.1 - 4.22[4]
- Volume C.III.13 : 4 folios (f.192-195) contenant un extrait de l'évangile de Matthieu, 14.32 - 18.29 et 22.15 - 25.26, reliés avec d'autres textes de droit canonique datés des XIIIe et XIVe siècles[5]
- Volume C.III.20 : 2 folios contenant un extrait de l'évangile de Marc 4.24/5 - 6.6 (f.1) et 8.39 - 10.17 (f.2)[6]. Ces deux folios avaient été réutilisés dans une ancienne reliure démontée au XIXe siècle.

Le texte est une version de la Vulgate mélangée avec la Vetus Latina, notamment dans l'évangile de Marc.

### Décorations
Deux grandes enluminures principales subsistent : 
- Les initiales « INI » au début de l'évangile de Marc (f.2r.). Les lettres sont formées de petits panneaux de couleurs bleu, vert-olive, jaune et orange, séparés par un cable noir et blanc. L'extrémité des lettres est formé de têtes d'animaux. C'est la première fois qu'un tel usage de la couleur est fait. Le N rappelle celui du manuscrit des Commentaires sur Isaïe de Bobbio (VIIe siècle mais les enlumineurs insulaires en font un usage original à partir du manuscrit de Durham qui se développera par la suite[1].
- A la fin de l'évangile de Matthieu (au f.3v.), la colonne de droite inutilisée par le texte est entièrement occupée par un décor d'entrelacs formant trois lettres D de couleur jaune. Ces motifs rappellent la stèle de Fahan (en) Mura (en)  ainsi que la croix de Carndonagh. Les motifs de pelte dans les coins rappellent les décorations des lettrines du Cathach de saint Colomba[8]. La concentration de tels décors en fin de texte rappelle une tradition antique[1].